# Полетика, Василий Аполлонович
Васи́лий Аполло́нович Поле́тика (1822 год, Саратовская губерния — 18 (30) сентября 1888) — русский инженер, промышленник, журналист и издатель.

## Биография и издательская деятельность
По профессии горный инженер, Полетика служил более 25 лет в Западной Сибири управляющим рудниками Алтайского округа: затем в компании с П. Ф. Семянниковым приобрёл литейный завод Томсона, который постепенно превратил в механический завод и верфь для кораблестроения (из русских материалов) и постройки паровозов. Также занимался издательским бизнесом, приобретя одну из крупнейших петербургских типографий и газету «Биржевые ведомости».
Бойкий оратор, хорошо владевший пером, Полетика в течение долгого времени вёл борьбу с фритредерским настроением, господствовавшим в российской администрации и печати, сначала на столбцах «Санкт-Петербургских ведомостей» и «Северной пчелы», затем в 70-х годах на столбцах своих органов «Биржевые ведомости», переименованных затем в «Молву» (1879—1881).
В последние годы состоял вице-председателем Общества для содействия русской промышленности и торговли (ОДСРПиТ).
Похоронен на Никольском кладбище Александро-Невской лавры.

## Издания
Издал публичные лекции «О железной промышленности».